# Ольховский (Солонцовское сельское поселение)
Ольхо́вский — хутор в Алексеевском районе Волгоградской области России. Входит в Солонцовское сельское поселение.
Хутор является нежилым, постоянное население отсутствует.
Хутор расположен в 18 км юго-восточнее станицы Алексеевской и в 5 км западнее хутора Солонцовский.
Дорога грунтовая. Хутор не газифицирован.
Пойма реки Хопёр.

## История
По состоянию на 1918 год хутор входил в Усть-Бузулуцкий юрт Хопёрского округа Области Войска Донского.